# 九尺排水路
九尺排水路（きゅうしゃくはいすいろ）は、埼玉県春日部市および北葛飾郡松伏町を流れる河川である。

## 概要
この九尺排水路は北葛飾郡松伏町では川辺大排水路（かわべおおはいすいろ）とも称されている。春日部市庄和地区および松伏町を流下しており、流域周辺は一部では集落の周辺を流下するが、主として水田などの農地となっており、これらの農地からの農業排水を集めながら流下する。なお、流路の詳細に関しては下記の流路節を参照されたい。

## 流路
- 春日部市永沼字宮下（永沼の東部）を南南東に向かい流下する。
- 水角・赤崎（西側）と米崎・飯沼（東側）の境界を南南東へ向かい流下する。この区間では途中承水溝の下を伏せ越す。
- 北葛飾郡松伏町に至り、大字魚沼の西部を南南東へと向かい流下する。その後、九尺排水機場を経て暗渠となり約60m程流下し、再び開渠となる。
- 大字大川戸（西側）と大字魚沼（東側）の境界付近を南南東へと流下し、やがて大字大川戸にて西方より流下してくる利根川水系中川へと至り、合流・終点となる。
- 終点：中川

## 橋梁

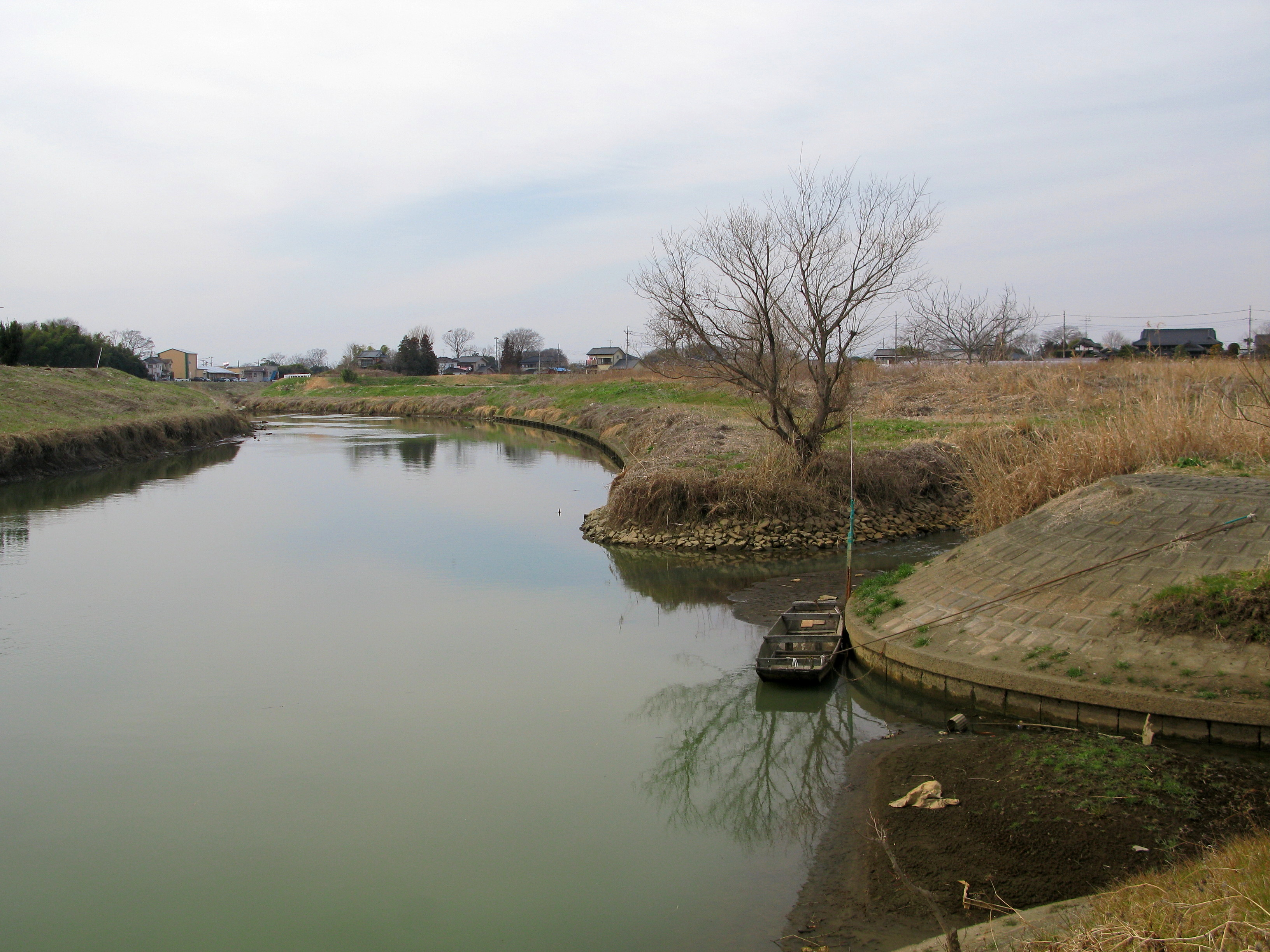
九尺排水路と中川の合流点

- （市道：葛中通り）
- （承水溝の掛樋）
- （埼葛広域農道）
- 纜橋（ともづなばし）

橋は数多くあるが名前の付いた橋は少ない。

## 流域周辺の施設

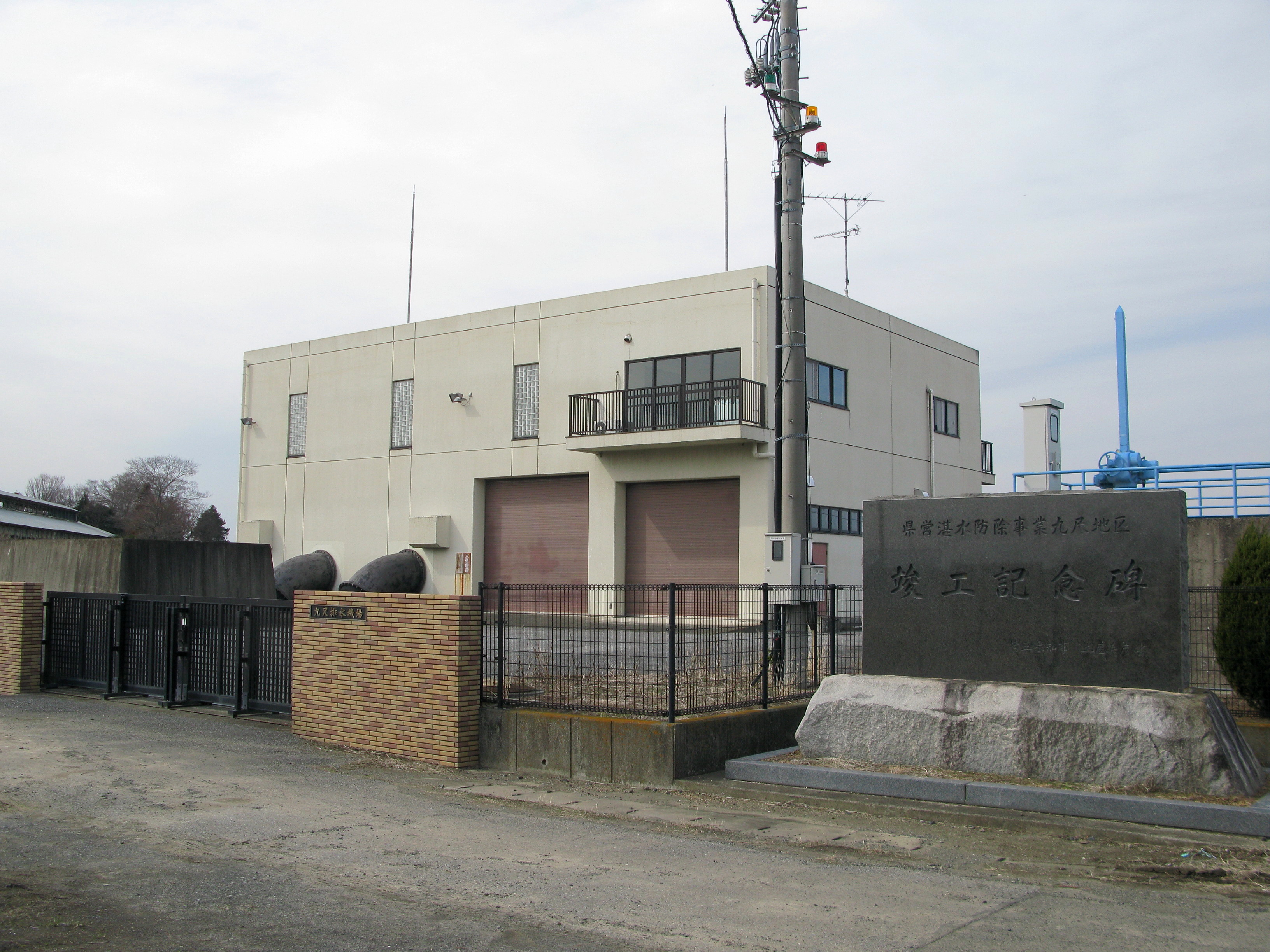
九尺排水機場

- 春日部市立葛飾中学校
- 春日部市立飯沼中学校
- 九尺排水機場